# Крымзарайкино
Крымзара́йкино (чув. Крымсарайккӑ) — село в Аликовском муниципальном округе Чувашской Республики. Являлось административным центромКрымзарайкинского сельского поселения до его упразднения в 2022 году.

## Общие сведения о деревне
Улицы: Школьная, Коммунальная.

### География
Крымзарайкино расположено северо-западнее административного центра Аликовского района на 9 км. Рядом с деревней проходит республиканская автомобильная дорога Чебоксары — Аликово — Ядрин.
Южнее деревни протекает река Сорма, севернее — Шумшевашка.

### Климат
Климат умеренно континентальный с продолжительной холодной зимой и тёплым летом. Средняя температура января −12,9 °C, июля 18,3 °C, абсолютный минимум достигал −44 °C, абсолютный максимум 37 °C. За год в среднем выпадает до 552 мм осадков.

### Демография
В 1859 году в околотке Крымзарайкин «при безымянном овраге» числилось 17 дворов (34 жителя мужского пола и 42 — женского; казённых крестьян).
Население чувашское — 66 человек (2006 г.).
| 2010 | 2012 |
| ---- | ---- |
| 47   | ↗72  |

## История
В каком году была впервые упомянута деревня неизвестно.
До 1927 года деревня входила в Аликовскую волость Ядринского уезда. С 1 ноября 1927 года деревня в составе Аликовского района, а 20 декабря 1962 года включена в Вурнарский район. С 14 марта 1965 года — снова в Аликовском районе.
Ранее именовалась Турикасси, Чуракасси, с 1955 года — Крымзарайкино.

## Связь и средства массовой информации
- Связь: ОАО «Ростелеком», Билайн, МТС, Мегафон. Развит интернет ADSL технологии.
- Газеты и журналы: Аликовская районная газета «Пурнăç çулĕпе»-«По жизненному пути» Языки публикаций: Чувашский, Русский.

- Телевидение:Население использует эфирное и спутниковое телевидение, за отсутствием кабельного телевидения. Эфирное телевидение позволяет принимать национальный канал на чувашском и русском языках.